# Савченко, Марк Романович
Марк Рома́нович Са́вченко (5 июня 1932 — 15 марта 2009) — российский архитектор, теоретик архитектуры, доктор архитектуры. 

## Биография
Окончил МАРХИ.
Работал главным архитектором проекта архитектурно-проектной мастерской В. Г. Тальковского, зав. сектором — в Центральном научно-исследовательском институте экспериментального проектирования (ЦНИИЭП) зрелищных зданий им. Б. С. Мезенцева, ведущим научным сотрудником ВНИИТЭ и НИИТАГа, преподавал в МАРХИ.
Автор более 80 научных публикаций. Научные интересы: типология кинотеатров и клубов, методология прикладных исследований, строительное нормирование, форма и функция зрительных залов, культурология и психология восприятия, онтология архитектуры.

## Избранные научные труды М. Р. Савченко
- Savchenko M. R. The nature and methods of applied research in architecture // Environment and Planning. — B. 7. — London, 1980. — P. 31—46.
- Савченко М. Р. Анатомия ситуаций. — М.: Российский институт культурологии, 2002.
- Савченко М. Р. в соавт. с И. Азизян. Конечные и бесконечные ресурсы архитектуры // ACADEMIA. Архитектура и строительство. — 2003. — № 4.
- Савченко М. Р. Основания архитектуры: Введение в архитектурную онтологию, парадигмы и универсалии, категории, типология. — М.: КомКнига, 2006. — 256с. — ISBN 5-484-00584-1 — ISBN 978-5-484-00584-0
- Савченко М. Р. Зал и зрелище. Условия видимости. Кинозалы, театральные, концертные, спортивные залы и арены. Функциональная форма. Критерий комфортности. — М.: ЛКИ, 2007. — 200с. — ISBN 978-5-382-00181-4
- Савченко М. Р. Архитектура как наука: методология прикладного исследования. — М.: Едиториал УРСС, 2004. — 320с. — ISBN 5-354-00845-X, 2-е изд. М.: ЛИБРОКОМ, 2009. — 320 с. — ISBN 978-5-397-00556-2
- Савченко М. Р. Культура в свете теории архитектурной функции // Вопросы теории архитектуры: Архитектура и культура России в XXI веке / Под ред. И. А. Азизян. — М.: Книжный дом «Либроком», 2009. — 472с. — ISBN 978-5-397-00389-6 — С. 64—74.
- Очерки истории и теории архитектуры Нового и Новейшего времени / Под. ред. И. А. Азизян. — СПб.: Коло, 2009. — 656с. — ISBN 5-901841-56-3 Разделы, написанные Савченко М. Р.: Главы 1: Введение в онтологию архитектуры; 2: К истории становления архитектурной метафизики — категориальный подход (Витрувий) и проектный подход (Альберти). — С.13—34.